# Tour Les Poissons
La tour Les Poissons, est un gratte-ciel résidentiel et de bureaux situé place Charras, à Courbevoie (France), non loin du quartier d'affaires de La Défense,.  L'espace bureaux a pris le nom de tour Ciel sans changement du nom de la tour.
Son architecte est Henri Pottier (architecte).
La tour fait partie du quartier du Zodiaque qui comprend d'autres immeubles, un centre commercial, une piscine olympique, un bowling, un hôtel, un parking.
Le marché couvert a été remplacé par une halle.

## Construction
Construite en 1970, elle mesure 129,50 m de haut et possédait sur son toit un baromètre cylindrique lumineux de 22 m, nommé « Gégène », qui changeait de couleur (rouge, vert ou bleu) suivant la pression atmosphérique[Pas dans la source]. Ce baromètre a été démonté en 2006.
La tour a 30 étages d'habitation.
Les 13 000 m2 de bureaux et les terrasses panoramiques de la tour ont été entièrement rénovés en 2009 par l'agence d'architecture parisienne Espaces Libres, et le nom commercial de l'espace bureaux devient tour Ciel.

## Culture populaire
En 1975, la tour a servi de lieu de tournage au film Peur sur la ville d'Henri Verneuil.
Depuis octobre 2023 la tour des Poissons a son compte Instagram : latourlespoissons 
Il existe aussi une page Facebook mais elle est réservée à ses habitants.